# 狮级战列舰
狮级战列舰（英语：Lion class battleship）是英国皇家海军计划建造的条约型战列舰中最大规格的级别。但实际上并没有建成。

## 简介
狮级战列舰是由英王乔治五世级战列舰发展而来。计划替代一战时服役的復仇级战列舰。复仇级由于其过于经济化的设计，不但造成其航速仅有21节，而且防护能力也不佳，更由于船体过小而无法进行任何的升级。计划中，狮级標準排水量为40,000吨，装备与纳尔逊级完全相同的三座三联装16英寸火炮（但炮塔经过重新设计）。由于当时主要建造英王乔治五世级战列舰 (1939年)的原因，狮级的副炮也采用了和乔治五世级战列舰一样的双联装5.25英寸火炮。
由於伦敦海军条约的限制，理论上美国、法国、英国的主力舰火炮不能超过14英寸，并且满载排水量在35000吨以下，但“危机减限”条款，使得英国可以以德国舰艇增加为理由从而获得减少限制的权利。

## 建造计划
该级别计划中建造六艘同级舰。前两艘命名为狮号和鲁莽号，在1939年中旬开始铺设龙骨。但是由于二战的爆发，狮级的建造计划遭到了议会的质疑。在经过深思熟虑之后，前两艘狮级舰的建造工作于1940年10月被叫停。全英国的造船工业被全体转向建造用于保护商船的战舰。两个近乎于建成的船体在1942年~1943年被解体。
一些人认为英国应该在二战时期建造至少一艘狮级，但这些想法都没有被实现。如果为了防御空中打击，则必须要对狮级进行大规模甲板加固，这势必使得该级战舰的吨位大幅度增加。但作为“替代品”，英国海军还是建造了前卫号战列舰。
計畫後期時曾打算去除後部炮塔作成飛行甲板成為航空戰艦，但仍沒成功。

## 该级战舰
该级共计划建造六艘战舰：
- 狮号，1939年7月4日在维克斯-阿姆斯特朗公司动工
- 鲁莽号，1939年6月1日在卡梅尔·莱尔德公司开始动工
- 征服者号，计划在约翰·布朗公司建造
- 雷神号，计划在费尔菲尔德公司建造
- 未命名舰一，取消计划
- 未命名舰二，取消计划